# Simpsonovi a plusročí
Simpsonovi a plusročí, zkráceně Plusročí, (v anglickém originále The Simpsons in Plusaversary, zkráceně Plusaversary) je americký krátký animovaný film na motivy televizního seriálu Simpsonovi, který byl vyroben pro Disney+. Jedná se o pátý krátký film Simpsonových a třetí krátký film propagující Disney+. Film režíroval David Silverman. Byl vydán dne 12. listopadu 2021 při příležitosti Dne Disney+. Děj se odehrává na párty v hospodě U Vočka, kam jsou pozváni všichni kromě Homera.

## Děj
Několik postav ze světa Disney stojí ve frontě před hospodou U Vočka, kde Zloba (Maleficent) kontroluje seznam hostů. Homer však na seznamu není a stěžuje si. Když se objeví Goofy, Homer ho donutí, aby ho do hospody pozval.
U Vočka Darth Vader popíjí pivo, Doctor Strange hraje kulečník, Elsa vyčaruje led do kbelíku, do kterého Magické koště (Magic Broom) dá lahve piva, zatímco Buzz Rakeťák (Buzz Lightyear) a Mandalorian hrají páku a Vočko si myslí, že se Kačer Donald dusí, a tak se na něm Barney snaží udělat Heimlichův manévr.
U stolu diskutují Homer a Goofy a popíjí pivo. Trpaslík Štístko si stěžuje Vočkovi, jak je párty špatná, poté se přidá i Rejpal. Líza si přijde pro Homera do hospody a zazpívá píseň o Disney+.
Po písničce se na dveřích do hospody objeví stín Mickeyho Mouse, který všechny potěší. Místo něj přijde Bart v převleku, který postávám řekne, ať se vrátí do práce, a odtáhne Goofyho pryč, současně Barney táhne Homera na druhou stranu.

## Obsazení
- Dan Castellaneta jako Homer Simpson, Kačer Donald, Barney Gumble, Melvin Van Horne, Štístko
- Nancy Cartwrightová jako Bart Simpson, Maggie Simpsonová
- Yeardley Smithová jako Líza Simpsonová
- Hank Azaria jako Vočko Szyslak, Goofy, Horatio McCallister
- Tress MacNeilleová jako Zloba

## Produkce
Výkonný producent Al Jean uvedl, že společnost Disney zakázala zobrazovat „někoho, kdo je vzorem pro malé děti, jako je Belle, pijící alkohol“, „s čímž plně souhlasí“. „V případě Goofyho byla postava ztvárněna jako dospělý muž, který měl být v minulosti dítětem, což mu umožnilo vychutnat si pivo s Homerem,“ doplnil.
Aby se Homer setkal s Goofym, navrhla scenáristka Lonnie Steele Sosthandová. Al Jean k tomu dodal: „Zdálo se, že má (Disney) pravidlo, že nebudeme zobrazovat Mickeyho Mouse. Rozhodli jsme se, že Bart bude Mickey, což nám připadalo zábavné. Nancy Cartwrightová se směje jako Mickey. A protože je to Bart, můžeme si z něj dělat legraci.“.
Při vzpomínce na to, jak tým vybíral, které Disneyho postavy se v krátkém filmu objeví a které ne, Jean řekl, že scenáristé záměrně vybrali „lidi, kteří nebyli hlavními postavami“ (s výjimkou Disneyho princezen).

## Přijetí
John Schwartz ze serveru Bubbleblabber ohodnotil krátký film známkou 5/10, když uvedl: „I když ostatní krátké filmy ukázaly vliv Simpsonových na postavičky Disneyho, tento se zdál být nejnešťastnější, protože, jak víme, Disney málokdy rozumí komediím.“.
Mike Celestino ze serveru Laughing Place ve své recenzi napsal: „Je hezké vidět, že síly v Mickeyho klubíku dovolují zbavit se tak známých postav. A jako franšíza se Simpsonovi stali pro The Walt Disney Company něčím jako vnitřním dvorním šaškem, který narušuje pohled na takové cennosti, jako jsou Marvel a Star Wars. A jako fanoušek své oblíbené americké animované rodinky a týmu, který ji každý týden na stanici Fox oživuje, bych to ani jinak nechtěl.“.